# Загозд
Загозд (на словенски: Zagozd) е село в Словения, регион Средна Словения, община Лития. Според Националната статистическа служба на Република Словения през 2015 г. селото има 58 жители.